# Municipalità locale di Lepele-Nkumpi
Lepele-Nkumpi è una municipalità locale (in inglese Lepele-Nkumpi Local Municipality) appartenente alla municipalità distrettuale di Capricorn della provincia del Limpopo in Sudafrica.
Il suo territorio si estende su una superficie di 3.463 km² ed è suddiviso in 27 circoscrizioni elettorali (wards). Il suo codice di distretto è LIM355.

## Geografia fisica

### Confini
La municipalità locale di Lepele-Nkumpi confina a nord con quella di Polokwane, a nord e a est con quella di Greater Tzaneen (Mopani), a est con quella di Maruleng (Mopani), a sud con quelle di Greater Tubatse, Fetakgomo, Makhuduthamaga e Greater Marble Hall (Greater Sekhukhune), a ovest con quelle di Mookgopong e Mogalakwena (Waterberg).

### Città e comuni
- Bakgaga Ba Mphahlele
- Batau Ba Seloane
- Chuniespoort
- Ditlou Ntshong
- Gompies
- Lebowakgomo
- Lepele-Nkumpi
- Mafefe
- Mathabatha
- Mokerong
- Ndlovu
- Thabamoopo
- The Downs
- Zebediela

### Fiumi
- Doring
- Ga-Selati
- Hlakaro
- Mogoto
- Mohlapitse
- Ngwabitsi
- Nkumpi
- Olifants
- Rooisloot
- Tudumo

### Dighe
- Nkumpidamme
- Mogotodam